# Кросби (Северная Дакота)
Кросби (англ. Crosby) — город США, город в штате Северная Дакота, административный центр округа Дивайд. По состоянию на 2013 год, численность населения составляла 1 298 человек.

## История
Город был основан в 1904 году в связи со строительством Великой северной железной дороги, и был назван в честь инвестора С. А. Кросби.

## Географическое положение
Кросби расположен в 300 км севернее столицы штата Северная Дакота, города Бисмарк. Климат холодный семиаридный, с теплым летом и холодной зимой. Климатическое лето продолжается с начала июня до конца августа, зима — с начала ноября до конца марта.
| Показатель                    | Янв.  | Фев.  | Март  | Апр. | Май  | Июнь | Июль | Авг. | Сен. | Окт. | Нояб. | Дек.  | Год  |
| ----------------------------- | ----- | ----- | ----- | ---- | ---- | ---- | ---- | ---- | ---- | ---- | ----- | ----- | ---- |
| Средний суточный максимум, °C | −9,2  | −5,1  | 1,5   | 11,9 | 19,5 | 24,3 | 27,9 | 27,3 | 20,6 | 13,4 | 1,7   | −5,9  | 11,0 |
| Средняя температура, °C       | −14,9 | −10,8 | −4,3  | 4,9  | 11,9 | 16,9 | 20,0 | 19,0 | 12,8 | 6,3  | −3,8  | −11,3 | 3,9  |
| Средний суточный минимум, °C  | −20,5 | −16,5 | −10,1 | −2   | 4,4  | 9,6  | 12,2 | 10,7 | 5,1  | −0,8 | −9,3  | −16,7 | −2,8 |
| Норма осадков, мм             | 11    | 9     | 13    | 29   | 52   | 66   | 59   | 46   | 41   | 21   | 11    | 11    | 369  |
| Источник: Климат Кросби       |       |       |       |      |      |      |      |      |      |      |       |       |      |

## Население
Расовый состав согласно оценкам Бюро переписи населения США на 2010 год:
- белые — 96,2 %
- латиноамериканцы − 1,9 %
- Две и более национальностей − 0,7 %
- индейцы, алеуты и эскимосы − 0,5 %
- азиаты − 0,3 %
- афроамериканцы − 0,3 %
- другие расы − 0,1 %.

Гендерный состав 49 % мужчин и 51 % женщин. Средний возраст населения составляет 50,4 года.

## Правительство
Горожане избирают комиссию из 7 членов, которые составляют законодательный орган города (собирается 2 раза в месяц), а некоторые его члены возглавляют работу департаментов и сервисных служб. Председатель комиссии является мэром города.

## Полиция
На данный момент за порядок и безопасность жителей города отвечает Офис шерифа округа Дивайд, в составе 8 приведённых к присяге сотрудников, так как Полицейский департамент Кросби был расформирован, для уменьшения налоговой нагрузки на население.

## Образование и культура
| Управляющий орган                    | Бюджет               | Кол-во персонала | Кол-во учащихся        | Количество учителей    |
| ------------------------------------ | -------------------- | ---------------- | ---------------------- | ---------------------- |
| Управление образования округа Дивайд | $ 4,333,000          | 28,79            | 342                    | 31,80                  |
|                                      |                      |                  |                        |                        |
| Название школы                       | Тип школы            | Классы           | Кол-во учащихся        | Кол-во учителей        |
| Начальная школа округа Дивайд        | Начальная            | 0-6              | 211                    | 18,00                  |
| Высшая школа округа Дивайд           | Высшая               | 7-12             | 131                    | 13,80                  |
|                                      |                      |                  |                        |                        |
| Название библиотеки                  | Операционная прибыль | Кол-во книг      | Кол-во аудиоматериалов | Кол-во видеоматериалов |
| Публичная библиотека округа Дивайд   | $ 47,841             | 26 624           | 297                    | 819                    |

## Религия
Количество приверженцев религиозных объединений:
- Евангелическая лютеранская церковь в Америке — 75,6 %
- Римско-католическая церковь — 20,3 %
- Ассамблеи Бога — 3,1 %
- Пресвитерианская церковь — 1 %

## Экономика
Наибольшая занятость населения в сферах:
- здравоохранение - 19%
- образование - 10,7
- сельское хозяйство - 6,6%
- муниципальное управление - 6,6%
- гостиницы и продовольствие - 6,6%.

## Здравоохранение и медицина
В городе расположены:
- Госпиталь Святого Луки
- Общество добрых самаритян г. Кросби

## Транспорт
- Железнодорожная станция.
- Муниципальный аэропорт Кросби.

## Спорт
В Кросби есть школьная спортивная команда Дивайд Каунти Мароонс, принимающая участие в региональных соревнованиях по американскому футболу, баскетболу, волейболу, гольфу и лёгкой атлетике. Также в городе имеется хоккейная команда Блю Лайн, клуб кёрлинга и гимнастики.

## СМИ
Выпускается городская газета The Jornal, имеющая онлайн версию.